# サヤージー・ラーオ・ガーイクワード
サヤージー・ラーオ・ガーイクワード（Sayaji Rao Gaekwad, 生年不詳 - 1792年）は、西インドのグジャラート地方、ガーイクワード家の当主（在位：1768年 - 1778年）。

## 生涯
ダマージー・ラーオ・ガーイクワードの長男として生まれた。
サヤージー・ラーオは権力がなく、1771年に弟のファテー・シング・ラーオ・ガーイクワードのが摂政となり、1778年には当主位を奪われた。これに対し、同年に弟のゴーヴィンド・ラーオ・ガーイクワードがファテー・シング・ラーオに反乱を起こしたが失敗し、プネーへ逃げることを強いられた。
1792年、サヤージー・ラーオはヴァドーダラーで死亡した。